# Gnathonarium
Gnathonarium és un gènere d'aranyes araneomorfes de la subfamília Erigoninae, dins de la família Linyphiidae.
Fou descrit per primera vegada per Ferdinand Anton Franz Karsch l'any 1881.

## Distribució
Es pot trobar a la zona holàrtica: Canadà, Xina, Israel, Japó, Kazakhstan, Corea, Mongòlia, Filipines, Rússia, Turquia, i els Estats Units

## Llista d'espècies
Segons The World Spider Catalog 12.0:
- Gnathonarium biconcavum El teu & Li, 2004
- Gnathonarium dentatum (Wider, 1834) (Espècie tipus)
- Gnathonarium exsiccatum (Bösenberg & Strand, 1906)
- Gnathonarium gibberum Oi, 1960
- Gnathonarium suppositum (Kulczynski, 1885)
- Gnathonarium taczanowskii (O. Pickard-Cambridge, 1873)